# Matt Chambers
Matt Chambers ist ein britischer Filmemacher.

## Leben
Nachdem Matt Chambers einige Jahre als Produktionsassistent tätig war und zwei Kurzfilme gedreht hatte, stellte er im November 2020 beim Tokyo International Film Festival sein Spielfilmdebüt The Bike Thief mit Alec Secăreanu and Anamaria Marinca in den Hauptrollen vor. Es handelt sich bei dem Film um eine Neuinterpretation von Vittorio De Sicas Meisterwerk Fahrraddiebe aus dem Jahr 1948,  für den er den Schauplatz von Rom nach London verlegte. Anfang Mai 2021 kam The Bike Thief in die Kinos im Vereinigten Königreich.

## Filmografie
- 2016: Daddy My (Kurzfilm)
- 2018: Settlers (Kurzfilm)
- 2020: The Bike Thief

## Auszeichnungen
British Independent Film Award
- 2021: Nominierung für den Raindance Discovery Award (The Bike Thief)